# ERENET Profile
ERENET Profile - naukowy periodyk z zakresu przedsiębiorczości, wydawany kwartalnie od stycznia 2006 roku przez Środkowoeuropejską Sieć Edukacji Przedsiębiorczości i Badań nad Przedsiębiorczością z siedzibą w Budapeszcie. 

## Kolegium Redakcyjne
- Antal Szabo, ERENET, Węgry
- Péter Szirmai, Corvinius University of Budapest, Węgry

## Rada Naukowa
- Desislava Yordanova, St. Kliment Ohridski University, Bułgaria
- Sanja Pfeifer, University of Osiek
- Hans-Jürgen Weißbach, Fachhochschule Frankfurt am Main, Niemcy
- Dumitru Matis, Babeș-Bolyai University, Rumunia
- Zsuzsanna Szabo, University of Tirgu Mures, Rumunia
- Eric Dejan, University of Belgrade, Chorwacja
- Mateja Drnovsek, University of Ljubljana, Słowenia
- Toni Brunello, Studiocentroveneto, Włochy
- Renáta Vokorokosová,University of Kosice, Słowacja
- Krzysztof Wach, Uniwersytet Ekonomiczny w Krakowie, Polska
- Sonia Heptonstall, UBIS Geneva, Szwajcaria
- Sybille Heilbrunn, Ruppin Academic Center
- Dilek Cetindamar, Sabanci University
- László Szerb, University of Pécs, Węgry
- Zoltán Bajmócy, University of Szeged, Węgry